# 천안교도소
천안교도소(天安外國人矯導所)는 충청남도 천안시 서북구 성거읍에 위치하고 있으며, 2010년 2월 23일에 설립되었다.
법무부는 외국인교도소 수형자들에게 자국 음식문화에 따른 식사와 자국 위성방송시청을 허용해 이들의 인권을 한층 더 보장하는 한편, 서예와 서화, 풍물 같은 한국문화전수를 위한 특별활동기회도 제공할 방침이다. 또 단국대와 관학 협력으로 ‘굿모닝 코리아(Good-morning Korea)’ 강좌를 개설해 직업훈련과 한글교육, 한국문화 이해를 위한 전문교육도 실시할 예정이다. 이와 함께 외국인교도소의 특수성을 감안해 소내에 국제협력과를 신설, 9명의 제3외국어 능통자를 교도관으로 특별채용했다. 중국어와 러시아어, 베트남어, 스페인어를 자유자재로 구사할 수 있는 교도관이 각각 2명이고 나머지 1명은 몽골어를 사용할 수 있다. 각국 대사관측과 업무협조도 강화해 언어소통 문제해결은 물론 인권침해시비를 사전 차단할 계획이다.
다른 교도소와는 배식도 문화별로 받는데 주로 한식, 양식, 이슬람식으로 받게되며 각 나라의 언어로된 책이 있는 도서관도 있다.

## 수용
천안교도소는 기존의 천안소년교도소를 개보수한 시설로, 연면적 41만3257m2 규모에 49개 건물을 갖춰 1230명을 수용할 수 있다. 2010년 2월 현재는 27개국 출신 외국인 재소자 591명, 내국인 재소자 263명 등 854명이 수감돼 있으며, 내국인은 음식과 청소 등을 전담하는 기결수들이다.
천안교도소에 수감된 외국인 수는 외국 전국 교정시설에 수감중인 외국인 수용자(42개국 1,504명)의 3분의 1을 넘는 수치다. 그동안 외국인 수형자들은 전국 교정시설에 흩어져 내국인 수형자와 함께 수용생활을 해왔다. 외국인 전용 수감방이 있긴 했지만, 식사나 운동 등 교정생활 대부분을 내국인 수형자와 함께 해야해 불편이 많았으며 특히 통역 등의 문제로 이들에 대한 전문적인 교정교육이 이뤄지지 못했다.